# 早晚祷之书
早晚祷之书 （阿拉伯语：‎），是埃及穆斯林学者哈桑·班纳 (Hassan al-Banna) 创作的一本书，由早晚祈祷和记念主（兹克尔，Zikr）组成。这本书在很多地方都有销售，甚至是马来西亚流行的宗教书籍。鼓励在午礼和晌礼之后阅读这本书。